# Approximant

Zungenstellung bei einem palatalen Approximanten: Die Zunge nähert sich nicht ganz dem Gaumen, so dass die Luft ohne Turbulenzen durch den Mundraum strömen kann.

Ein Approximant (lateinisch approximare ‚sich nähern‘; deutsch auch Annäherungslaut) ist ein sprachlicher Laut, normalerweise ein Konsonant, bei dem die ausgeatmete Luft relativ gleichmäßig und ungehindert durch den Mundraum strömen kann. Approximanten stehen damit im Gegensatz zu anderen Konsonanten wie Frikativen, bei denen während der Artikulation eine Engstelle z. B. im Mundraum gebildet wird, die die ausströmende Luft verwirbelt und so einen Reibelaut erzeugt. Beispiele für Approximanten sind der Laut [⁠j⁠] in Wörtern wie Jahr oder der Laut [⁠w⁠] im englischen where.

## Beschreibung der Approximanten
Bei Vokalen nimmt die Zunge im Mundraum eine Position ein, bei der sie kein Artikulationsorgan wie etwa den Gaumen oder die Zähne berührt. Bei Approximanten nimmt die Zunge eine ähnliche Position ein, aber es wird eine stärkere Verengung gebildet, die jedoch noch so ist, dass keine hörbaren Luftturbulenzen und damit kein Reibegeräusch entsteht. Bei Approximanten kommen sich die Artikulationsorgane damit weniger nah als bei anderen Konsonanten wie den Frikativen, bei denen eine rauscherzeugende Luftverwirbelung entsteht. Dies wird deutlich, wenn man etwa den Approximant [j] wie in Jahr oder Jagd mit Frikativen wie [⁠s⁠] in Kissen oder [⁠v⁠] wie in Vase vergleicht, bei denen ein Reibegeräusch deutlich hörbar ist.
Man kann Konsonanten und Vokale auf der Basis einer abnehmenden Verengung des Vokaltrakts wie folgt sortieren: Plosive, Affrikaten, Frikative, Approximanten und Vokale.
Approximanten werden mit pulmonal-egressiver oder pharyngaler Luft, die durch den Mund strömt, gebildet. Bei den Nasallauten wie [⁠n⁠] und [⁠m⁠] strömt die ausgeatmete Luft zwar ebenfalls gleichmäßig und ungehindert; sie entweicht jedoch nicht durch den Mund (der durch die Zunge bzw. durch die Lippen verschlossen ist), sondern durch die Nase. Nasale bilden wegen des Mundverschlusses eine eigene Gruppe und werden nicht zu den Approximanten gerechnet.

## Unterschiedliche Definitionen und weitere Klassifikationen
Der Terminus Approximant wird in der Sprachwissenschaft zum Teil unterschiedlich weit gefasst. In der engsten Definition zählen zu den Approximanten nur Konsonanten, bei denen der Luftstrom über das Zentrum der Mundhöhle ohne Turbulenzen abläuft, wie bei den Lauten [j] und [w] wie im Englischen yes oder where. In anderen Fällen werden auch Laterale wie [l] oder der englische r-Laut [ɹ] zu den Approximanten gerechnet, aber nicht überall. In Einzelfällen werden sogar Vokale zu Approximanten gezählt.

### Laterale als Approximanten
In einiger Literatur werden Laterale zu den Approximanten gezählt und auch als laterale Approximanten oder Liquide bezeichnet. Die übrigen Approximanten werden als zentrale Approximanten oder (in der älteren Phonetik wie bei Henry Sweet) als Gleitlaute bezeichnet, wozu unter anderem auch [j]- und [w]-Laute zählen. Bei den zentralen Approximanten verläuft der Luftstrom über den zentralen oder mittigen Bereich der Mundhöhle, während bei lateralen Approximanten der Luftstrom in der Mitte blockiert ist, aber seitlich abfließen kann.
Diese Zusammenfassung von Gleitlauten und Lateralen zu Approximanten wird nicht überall gemacht. In anderer Literatur wird zwischen Approximanten einerseits und Lateralen andererseits klar unterschieden. Gemeinsam ist jedoch die Tendenz in der Literatur, Laterale und Approximanten häufig aufgrund ihrer akustischen Ähnlichkeiten gemeinsam zu behandeln.

### Vokale und Approximanten
In der sprachwissenschaftlichen Literatur sind Approximanten in der Regel Konsonanten. In Einzelfällen wird die Ansicht vertreten, dass auch Vokale Approximanten sein können. So nennt der Linguist John Cunnison Catford als weiteres Merkmal von Approximanten, dass Approximanten im Gegensatz zu Frikativen keine Friktion (hörbare Luftturbulenzen) aufweisen, wenn sie stimmhaft sind, dass aber Friktion hörbar würde, sobald unter sonst gleichen Bedingungen die Atemluft frei zwischen den Stimmbändern hindurchströmen kann, was den Laut stimmlos macht und bei gleichem Lungendruck die Luftvolumen-Geschwindigkeit oberhalb der Stimmbänder (gemessen in cm³/s) stark erhöht. Laute, bei denen nicht einmal bei freier Luftpassage zwischen den Stimmbändern (Stimmlosigkeit) Friktion zu hören ist, nennt Catford Resonanten. Nach dieser nur von einem Teil der Phonetiker angewandten Klassifikation sind auch hohe und hintere Vokale wie [⁠i⁠]; [⁠y⁠]; [⁠u⁠]; [⁠o⁠]; [⁠ɔ⁠]; [⁠ɑ⁠] Approximanten, andere Vokale jedoch Resonanten.
Die meisten anderen Autoren als Catford betrachten Approximanten als Konsonanten, sehen aber die Ähnlichkeit von zentralen Approximanten wie [j] oder [w] zu Vokalen. Aufgrund dieser Ähnlichkeiten werden diese Approximanten deshalb auch als Halbvokale bezeichnet und mit den Vokalen als Klasse der Vokoide zusammengefasst, im Gegensatz zu den Kontoiden, den Konsonanten mit Verschluss- oder geräuscheverursachender Engstelle im Mund-, Nasenraum oder Kehlkopf.

## Beispiele
Die Approximanten des Deutschen sind der Halbvokal [⁠j⁠] wie in Jahr und – falls man Laterale zu den Approximanten zählt – der Lateral [⁠l⁠] wie in Lage. Auch das englische [⁠w⁠] wie in where und das englische [⁠ɹ⁠] wie in right zählt zu den Approximanten.